# Lemberg (Stuttgart)
Der Lemberg ist ein Berg zwischen den Stuttgarter Stadtbezirken Weilimdorf und Feuerbach. Der 384,5 m ü. NHN hohe Berg besteht aus Schilfsandstein und Mergel.

## Geschichte
Der Plan der Errichtung eines Reservoirs für die Strohgäu-Wasserversorgung der Gemeinden Korntal, Weilimdorf und Bergheimer Hof auf dem „Horn“, dem westlichen Steilabfall des langgestreckten, schilfsandsteinbedeckten Lembergs, führte 1908 zu einer genaueren Untersuchung der drei vorhandenen Befestigungswälle mit den vorgelagerten Gräben. Sie schnüren diese Bergzunge in nord-südlicher Richtung gen Osten ab. Die Wälle sind auch heute noch zu sehen und erheben sich bis zu zweieinhalb Meter hoch.

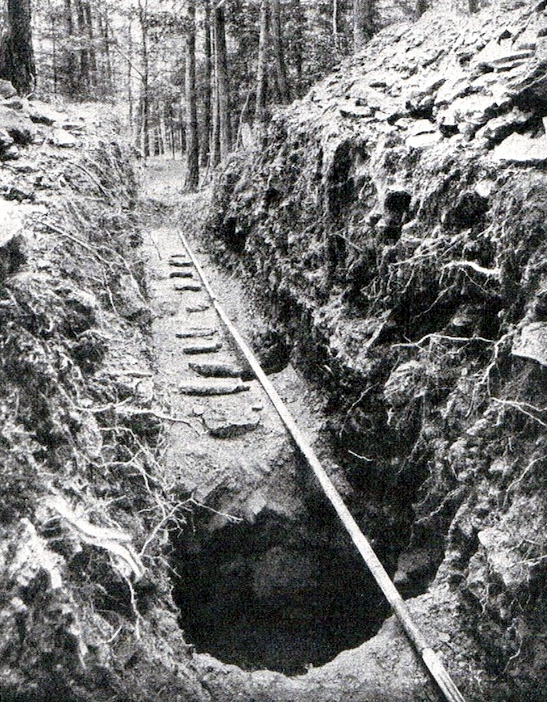
Archäologische Ausgrabungen am Wall II auf dem Lemberg bei Stuttgart-Feuerbach im Jahr 1908

An der vom Feuerbacher Stadtpfarrer Richard Kallee aufgefundenen und genauer beschriebenen Völkerburg auf dem Lemberg wurde im Juli 1908 unter der Leitung von Peter Goessler und Ludwig Sontheimer aus Stuttgart Ausgrabungen vorgenommen, wozu die Stadtgemeinde Feuerbach in freigiebiger Weise die Mittel zur Verfügung stellte. Die aufgestellten Behauptungen, dass die Befestigungen aus der Keltenzeit stammen, sind dabei vollständig bestätigt worden.
Die drei heute noch erkennbaren Wälle stammen aus einer Zeit im ersten Jahrtausend v. Chr. Beim Durchgraben der Abschnittswälle fand man Spuren von Mauerwerk ohne Mörtelverband, dazwischen teils der Länge, teils der Quere nach eingefügte, wenn auch inzwischen verkohlte Balken. Außer den Mauerspuren wurden auch noch Scherben und Knochenreste gefunden. Es wurde festgestellt, dass diese früheren Ansiedlungen zwei Kulturepochen angehören, die 400 bis 500 Jahre auseinanderliegen: der Hallstattzeit, 800 bis 900 v. Chr., und der Latènezeit, etwa 400 v. Chr. Besonders interessant war eine aufgedeckte Wasserleitung, die zweifellos Regenwasser ansammelte.
Laut Goessler entspricht die flüchtige und vermutlich in aller Eile durchgeführte Nacharbeit des Walles I der Qualität des Walles II, der „nachlässig gebaut, im Drang der Not für schnelle Verteidigung eingerichtet“ worden sei und Siedlungsreste der Urnenfelderzeit (1300 bis 800 v. Chr.) überdeckt, während in seiner Schüttung einige latènezeitliche Scherben gefunden wurden. Deshalb nahm er an, dass es zwischen den Wällen I und II in der Latènezeit, das heißt der kriegerischen Epoche der vorrömischen Eisenzeit, ein Refugium, eine nicht für dauerhaften Aufenthalt geeignete Fliehburg gab. Dieses Gebiet mit einer Fläche von 70 bis 80 Ar schützte die im Feuerbacher Tal siedelnden rätischen Kelten gegen die aggressiven Helvetier.
Laut Goessler schützten sich die Bewohner der vorgeschichtlichen Wohnungen durch zwei Abschnittswälle, Wall I und III, die mit Sorgfalt errichtet worden waren. Die Wälle bestanden beidseitig jeweils aus einem mächtigen Plattengemäuer aus Stubensandstein, und der dazwischenliegende 2,5 Meter breite Zwischenraum wurde mit gestampfter Erde gefüllt. Brandspuren deuten darauf hin, dass diese Siedlung der Hallstattzeit nach 1000 v. Chr. durch Feuer zerstört wurde. Weder die Bewohner noch die Zerstörer sind bekannt. Kurt Jeremias schließt aufgrund von Knochenfunden auf „eine Art bäuerliche Siedlung“, in der „Ackerbauern in sozialer und politischer Ordnung“ gelebt hätten. Laut Karl Müller stellte die Wasserversorgung auf einer Hochebene ein besonderes Problem dar, aber es gab trotz des Wassermangels viele prähistorische Höhensiedelungen.
Das Auffinden der drei mit Sandstein und Erde befestigten Wälle ist heute in dem bewaldeten und mit Unterholz bewachsenen Gebiet, das im Laufe der Zeiten durch Mergelgruben aufgewühlt und durch den Wegebau partiell verändert worden ist, schwierig. Alle drei in nord-südlicher Richtung angeordneten Wälle berühren den Feuerbacher Höhenweg direkt oder sind nicht weit davon entfernt, so dass sie mit einiger Mühe identifiziert werden können. Der westliche Wall I ist in sehr gutem Zustand und am leichtesten zu entdecken.